# Corstiaan de Vries

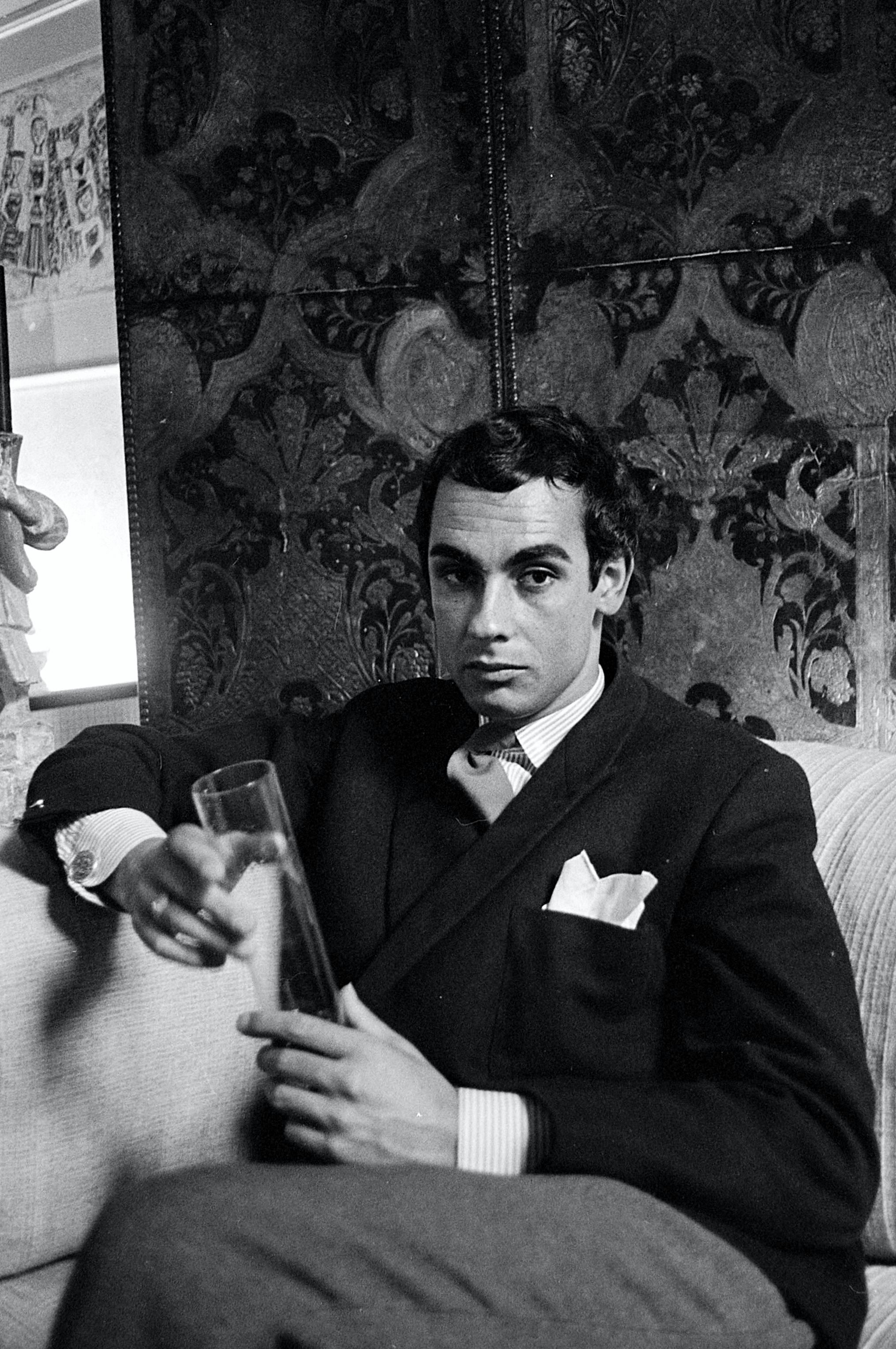
Corstiaan de Vries, 1963

Corstiaan de Vries (Rotterdam, 2 april 1936 - Amsterdam, 30 mei 2008) was een Nederlandse beeldend kunstenaar. Hij werd vermaard als portrettekenaar.
Corstiaan de Vries studeerde aan de Rotterdamse Academie voor Beeldende Kunsten decoratiekunst en kunstnijverheid. Hij werd decor- en kostuumontwerper voor ballet, het Rotterdams toneel en de musical Swingpop van Seth Gaaikema. Daarnaast speelde hij jarenlang piano in het Cabaret Lurelei.
In 1962 vestigde hij zich in het kunstenaarsdorp Laren, waar hij zich ontwikkelde tot tekenaar. Vanaf 1965 werkte hij nog uitsluitend met kleurpotloden (van het merk Caran d'Ache) op ivoorkarton. Hij brak door met zijn portret van koningin Juliana ter gelegenheid van haar zilveren regeringsjubileum in 1973. Hij legde daarin de nadruk op haar huiselijke kant, die haar zo populair had gemaakt. Daarna wilden tal van bekende Nederlanders door hem vereeuwigd worden. Vaak betrok hij hun kinderen, huisdieren en favoriete spullen in zijn tekening. Het werden familietaferelen soms in twee- of drieluik. Gemiddeld werkte hij een maand aan een portret.
De Vries exposeerde in vele regionale musea, maar zijn tekeningen werden niet door hen aangekocht. Zijn vrije werk wordt geschaard onder het Surrealisme. Kort voor zijn dood werkte hij mee aan het tv-programma Sterren op het Doek, waarin hij Paul de Leeuw tekende. Tussen opname in maart en uitzending in juli 2008 werd hij getroffen door een herseninfarct, en stierf hij in een Amsterdams ziekenhuis.